# Brian Keefe
Brian Keefe, né le 7 avril 1976, est un entraîneur de basket-ball professionnel américain qui est l'entraîneur principal des Wizards de Washington de la National Basketball Association (NBA).

## Jeunesse
Brian Keefe est né à Winchester dans le Massachusetts.
Il a joué au poste d'arrière au cours de son cursus de lycée, il était le meilleur marqueur de l'histoire de Winchester High School, avec une moyenne de 28 points par match, avec son record de 1 163 points qu'il a détenu pendant 24 ans, avant d'être battu en 2018. Keefe est intronisé au Hall of Fame de la Winchester Sport Foundation en 2004.
Keefe a commencé sa carrière de joueur universitaire à l'Université de Californie à Irvine, où il est nommé capitaine de l'équipe en deuxième année et est nommé All-Big West Second Team en 1995-1996 après avoir mené son équipe en nombre de points marqués. Après avoir été transféré à l'Université du Nevada à Las Vegas pour ses deux dernières saisons, Keefe a aidé les Running Rebels à remporter le tournoi de la Western Athletic Conference et à obtenir une place pour le tournoi de la NCAA. Il est nommé dans la WAC All-Tournament Team après avoir obtenu le record du tournoi avec 13 paniers à trois points inscrits. Au cours de sa saison senior en 1998-1999, Keefe est nommé capitaine de l'équipe et a aidé UNLV à faire une apparition au NIT.

## Carrière d'entraîneur

### Début de carrière
Keefe a commencé sa carrière d'entraîneur en tant qu'assistant à l'université du Sud de la Floride pour la saison 2000-2001 avant d'être nommé entraîneur adjoint de Max Good à l'Université Bryant à Smithfield pendant quatre saisons de 2001-2005. Lors de sa dernière saison, il a aidé les Bulldogs de Bryant à intégrer la Division II en 2005.

### Carrière NBA
Keefe a commencé sa carrière dans le basket-ball professionnel aux Spurs de San Antonio où il a occupé le poste de coordinateur vidéo sous la direction de l'entraîneur en chef, Gregg Popovich, et a remporté un titre dans le cadre de la campagne 2007 des Spurs lors de sa deuxième saison.
Keefe est sélectionné par l'ancien manager général adjoint des Spurs, Sam Presti, et l'ancien entraîneur adjoint des Spurs, PJ Carlesimo, pour se joindre à eux pour bâtir les bases de ce qui allait devenir le Thunder d'Oklahoma City. Il a rejoint la franchise en tant qu'entraîneur adjoint le 23 août 2007, alors que l'équipe était encore sous le nom des SuperSonics de Seattle. Il est devenu le responsable des performances de l'équipe, avec la responsabilité du développement des jeunes joueurs de l'équipe, dont leurs choix de la draft Kevin Durant, Russell Westbrook et James Harden. Tous trois sont devenus NBA Most Valuable Player (MVP) de la ligue par la suite. En 2010, Keefe est devenu le coordinateur défensif du Thunder.
Après sept années avec le Thunder, Keefe a rejoint les Knicks de New York en tant qu'entraîneur adjoint sous la direction de l'entraîneur principal et ancien joueur du Thunder, Derek Fisher, et du président Phil Jackson, où il s'est concentré sur la défense et le développement du rookie, Kristaps Porziņģis.
En août 2016, Keefe est recruté pour rejoindre le staff technique des Lakers de Los Angeles en tant qu'entraîneur adjoint sous la direction de Luke Walton et est devenu le coordinateur défensif de l'équipe en 2017. Keefe est recherché pour sa capacité à développer des joueurs en futures stars et est devenu responsable du développement de l'équipe, dont Brandon Ingram. Lors de sa première année en tant que coordinateur défensif des Lakers, Keefe a monté l'équipe à la 12e meilleure défense de la ligue ; les Lakers ont terminé 30e en défense l'année précédente.
En juillet 2019, Keefe est retourné au Thunder d'Oklahoma City pour diriger la défense sous la direction de l'entraîneur Billy Donovan, et a pris la responsabilité du développement de Shai Gilgeous-Alexander.
Le 3 août 2021, Keefe est embauché comme entraîneur adjoint des Nets de Brooklyn, où il dirigeait la défense. Il s'est séparé des Nets en mai 2023,,,,.
En juillet 2023, Keefe est embauché comme entraîneur adjoint des Wizards de Washington et le 25 janvier 2024, les Wizards ont annoncé Keefe comme entraîneur par intérim après que Wes Unseld Jr. ait été relevé de ses fonctions d'entraîneur,. Le 29 mai, les Wizards ont annoncé que Keefe serait promu entraîneur en chef.

## Statistiques
| Équipe     | Année     | Saison régulière | Saison régulière | Saison régulière | Saison régulière | Saison régulière       | Playoffs | Playoffs  | Playoffs | Playoffs | Playoffs        |
| Équipe     | Année     | Matchs           | Victoires        | Défaites         | %                | Classement             | Matchs   | Victoires | Défaites | %        | Résultat        |
| ---------- | --------- | ---------------- | ---------------- | ---------------- | ---------------- | ---------------------- | -------- | --------- | -------- | -------- | --------------- |
| Washington | 2023-2024 | 39               | 8                | 31               | 20,5             | 5e en division Sud-Est | -        | -         | -        | -        | Pas de playoffs |
| Washington | 2024-2025 | -                | -                | -                | -                | -                      | -        | -         | -        | -        | -               |
| Total      | Total     | 39               | 8                | 31               | 20,5             |                        | -        | -         | -        | -        |                 |